# 의주상인
의주상인(義州商人)은 조선 후기에 의주에서 중국과 무역 활동을 하던 상인이다. 주로 만상(灣商)이라 하며, 유만(柳灣) 또는 만고(灣賈)라고도 한다.

## 개설
의주는 국경 도시로서 조선 사행(使行)이 떠나는 곳이며, 또 중국 사신이 오는 관문으로 정치·외교상은 물론 양국 간의 무역 중심지로서도 중시되었던 곳이다. 조선 전기에 엄금되었던 민간 상인의 외국 무역은 17세기부터 국내 상업계의 현저한 발달과 금속 화폐의 전국적 유통과 더불어 활기를 띠기 시작하였고, 당시 대외 무역에서 크게 진전을 보인 것은 대청 무역이었다. 대청 무역은 조선은 사대정책(事大政策)의 구현으로서의 부연사행(敷衍使行)에 부수적으로 대두되기 시작하여 점차 활발하게 전개되었던 것이다. 즉 사행의 왕래에 부수하여 양국의 상인인 연고(燕賈: 북경상인)·만상이 활약하여 중계무역의 형태를 띠고 대청 무역이 발달하였다.
이러한 사무역 활동은 17세기에 이르러 개시 무역으로 열렸다가 다시 후시무역(後市貿易)으로 발전함으로써 급격히 진전되었다. 임진왜란 다음해에 열린 중강개시(中江開市)는 일본 격퇴 후 중지되었다가 청나라의 요청이 있어 다시 열려 양국 간의 공식 교역장이 되었다. 여기에는 사상(私商) 개입이 금지되었으나 법령의 해이와 민간상인의 참여로 중강후시(中江後市) 중심이 되었고, 1700년(숙종 26)에는 마침내 중강개시가 폐지되었다. 그리고 사신 왕래와 관련하여 책문(柵門)에 후시가 생겨 양국 무역의 중심이 되었다. 이러한 밀무역에 관여하는 자는 직접적으로 사행원과 상고(商賈)이고 간접적으로는 감독기관의 관료들이었다. 
후시무역이 성행할 수 있었던 것은 부연사행 자체의 모순과 더불어 당시의 사회·경제적 사정에서 말미암은 것이었다. 즉 조선의 전통적인 사무역 금지로 상류층의 외국 물자 수요가 충족되지 못했고, 여기서 상업 자본이 국가통제에 반발하여 부연사행 제도상의 모순을 이용하여 밀무역이 성행하였던 것이다. 만상들은 사행 때마다 은(銀)과 인삼 등을 가지고 몰래 사신 일행에 끼어 책문에서 청나라 상인과 교역하였다. 이것이 소위 책문 후시로 1년에 4, 5차나 열리고, 1회에 은 10만 냥의 액수에 해당되는 물품이 거래되었으며, 여기서 의주 상인들은 특히 지리적 이점을 지녀 매우 유리하였다. 또 그들은 사행이 책문을 출입할 때 그 복물(卜物)을 운반하기 위해 파견되는 여마(餘馬)와 연복제(延卜制) 등에 편승하여 무역을 하기도 하였다.
개시 무역에서 작용하던 관권(官權)의 개입, 통제가 없어지면서 후시무역은 빈번하게 대규모적으로 진전되어 국내시장과 외국시장의 직접 연결이 가능해졌고, 또 이에 종사하는 의주상인과 같은 민간상인의 자율적 성장이 촉진되었다. 그러나 민간 상인들의 대청무역에는 이들의 청나라 상인에 대한 부채(負債) 문제 등의 여러 가지 부작용도 있었다. 이러한 부작용으로 인해 1725년(영조 원년)에 연복무역이 금지되기도 했으나, 만상들의 강한 경제적 욕망과 감독관의 부패로 대청 무역은 봉쇄될 수 없었다. 그리하여 1754년(영조 30) 연복무역 곧 책문무역이 재개되고, 이는 만상에게만 허용되었으므로 만상후시(灣商後市)라고 불리었다. 정조(正祖) 말년에는 사행정사(使行正市)가 의주 부윤(府尹)과 상의해서 연행상금절목(燕行商禁節目)을 합의·작성하여 이를 기준으로 만상의 무역을 감독케 하였으며, 이와 같은 정책 무역권을 만포(灣包)라고도 하였다. 이는 정부가 의주 상인을 통해 출입 물품에 대한 관세를 하여 국가 수입을 증대시키려는 목적이 작용한 것이었다.
만상은 대청 무역에서 당시 국내 최대 규모였던 개성상인과 밀접한 관계를 가지고 국내외 시장을 연결하고 있었으며, 또한 이를 통해 대일본 무역의 일선상인인 동래상인과도 연결되어 개성상인과 국제 중계무역을 가능케 하였다. 이렇게 하여 만상은 그 자본 집적도를 더욱 높여갈 수 있었다. 만상들의 대청 무역은 개항 전의 국제 무역을 통한 상업 자본 가운데 전형적인 것이었으나, 개항 후 외래 자본주의의 침투에 따라 경제력의 상대적 약화로 인해 점차 해체되었으리라 추측된다.

## 같이 보기
- 임상옥
- 경강상인 / 개성상인
- 개시 / 후시